# Csapatszellem
A Csapatszellem (eredeti cím: Forever Strong) 2008-as amerikai sportfilm Ryan Little rendezésében. Amerikában 2008. szeptember 26-án mutatták be. A főszerepben Sean Faris, Gary Cole, Neal McDonough, Sean Astin, Penn Badgley és Arielle Kebbel látható.

## Rövid történet
Egy rögbijátékosnak az apja által vezetett csapat ellen kell játszania a nemzeti bajnokságon.

## Szereplők
- Gary Cole: Larry Gelwix edző
- Sean Astin: Marcus Tate
- Neal McDonough: Richard Penning edző
- Sean Faris: Richard 'Rick' Seymour Penning, Jr.
- Penn Badgley: Lars
- Michael J. Pagan: Kurt Addison
- Nathan West: Quentin 'Q' Owens
- Max Kasch: Griggs
- Julie Warner: Natalie Penning
- Arielle Kebbel: Emily Owens
- Tyler Kain: Tammy
- Larry Bagby: Cal edző
- Ryan Roundy: önmaga

## Filmzene
1. "Ready Or Not" – Manbreak
2. "Pimpin Hard" – B.A.S.K.O.
3. "Nothing Less" – The Travezty
4. "Mele Kalikimaka" – Mugsy
5. "Corporate Logic" – Stereoliza
6. "Don't Make Me Dance" – Joshua Creek
7. "The Deal" – Clay Duncan & Allday
8. "Forever Strong" – Sink To See

## Fogadtatás
A Rotten Tomatoes honlapján 29%-ot szerzett 21 kritika alapján. A Metacritic oldalán 37 pontot szerzett a százból, kilenc kritika alapján.
Az IMDb oldalán 7,1 pontot ért el a tízből.